# Las pequeñas horas de Jean de Berry

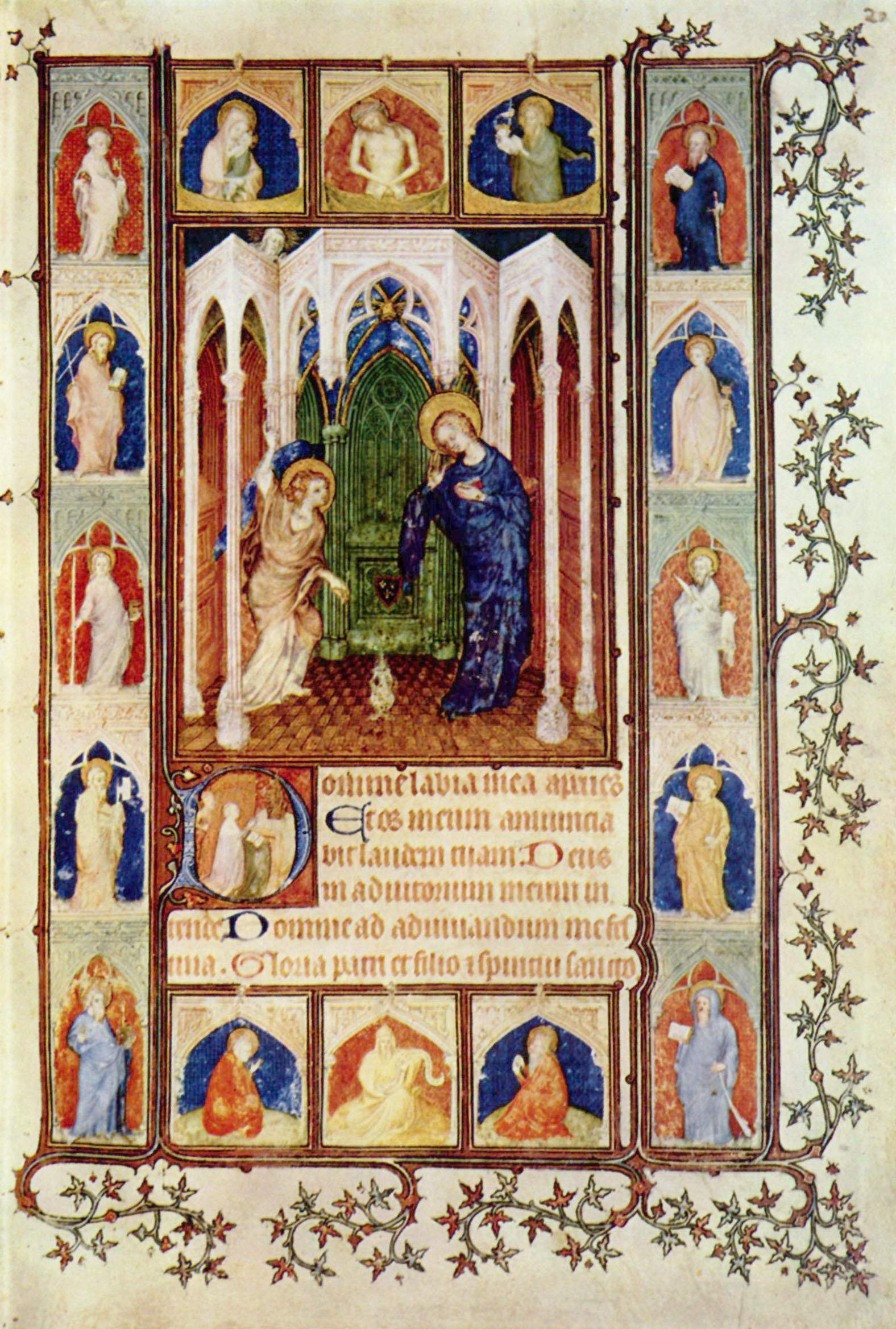
Anunciación, f. 22r

Las pequeñas horas de Jean de Berry o Las pequeñas horas del duque de Berry (francés: Les Petites Heures de Jean de Berry; BnF Ms. lat. 18014) es un libro de horas iluminado que encargó el duque Juan I de Berry. Forma parte de la colección de la Biblioteca nacional de Francia, en París.
Contiene 182 miniaturas. En su creación participaron cinco artistas, entre ellos Jean Le Noir (a partir de 1372) y Jacquemart de Hesdin (entre 1385 y 1390). Entre 1410 y 1412, el duque hizo añadir una miniatura de uno de los hermanos Limbourg que le representa partiendo a pie para una peregrinación.